# Rivière des Fleurs (rivière Etchemin)
Pour les articles homonymes, voir Fleur (homonymie).
La rivière des Fleurs coule dans les municipalités de Saint-Luc-de-Bellechasse (MRC Les Etchemins) et de Saint-Léon-de-Standon (MRC de Bellechasse), dans la région administrative de Chaudière-Appalaches, au Québec, au Canada.
La rivière des Fleurs est un affluent de la rive est de la rivière Etchemin laquelle coule vers le nord pour se déverser sur la rive sud du fleuve Saint-Laurent, en face de la ville de Québec.

## Géographie
Les principaux bassins versants voisins de la rivière des Fleurs sont :
- côté nord : rivière des Mornes, rivière de la Fourche, rivière du Pin ;
- côté est : rivière Blanche (rivière Etchemin), rivière Etchemin ;
- côté sud : rivière Etchemin ;
- côté ouest : ruisseau Goupil, ruisseau du Dix.

La rivière des Fleurs tire sa source au cœur du massif du Sud, dans les Monts Notre-Dame, dans la municipalité de Saint-Luc-de-Bellechasse. Cette source est située à 7,9 km au sud du centre du village de Saint-Damien-de-Buckland, à 6,2 km au nord du centre du village de Saint-Luc-de-Bellechasse et à 11,5 km à l'est du village de Saint-Nazaire-de-Dorchester.
À partir de sa source, la rivière des Fleurs coule en zone forestière et montagneuse sur 21,9 km répartis selon les segments suivants :
- 4,1 km vers le sud, jusqu'au 9e Rang ;
- 2,2 km vers le sud, jusqu'au 7e Rang ;
- 2,4 km vers le sud-ouest, jusqu'au 6e Rang ;
- 2,8 km vers le sud, jusqu'à la limite municipale entre Saint-Luc-de-Bellechasse et Saint-Léon-de-Standon ;
- 1,6 km vers le sud-ouest, jusqu'au rang Sainte-Anne ;
- 0,5 km vers le sud-ouest, jusqu'au 2e Rang ;
- 3,6 km vers le sud-ouest, jusqu'à la route 277 ;
- 3,2 km vers le sud-ouest, en passant du côté nord du mont Orignal, jusqu'à la route du Rang-Sainte-Marie au hameau de Chemin-Neuf ;
- 1,5 km vers le sud-ouest, jusqu'à sa confluence.

La rivière des Fleurs se jette sur la rive est de la rivière Etchemin. La confluence de la rivière à Bœuf est située en aval de la confluence de la rivière Viveine, en aval de la décharge du Lac à Vase et à 4,9 km au sud du centre du village de Saint-Léon-de-Standon.

## Toponymie
Le toponyme "Rivière des Fleurs" a été officialisé le 5 décembre 1968 à la Commission de toponymie du Québec.